# بزرگمهر شرف‌الدین
بزرگمهر شرف‌الدین روزنامه نگار و مستندساز ایرانی است. وی هم‌اکنون در ایران اینترنشنال به فعالیت روزنامه‌نگاری مشغول است. پیشتر وی خبرنگار بی بی سی و رویترز بود.

## زندگینامه
وی سردبیر نشریه چلچراغ و مسوول صفحه‌های اندیشه و بین‌الملل بوده و سابقه همکاری با روزنامه‌هایی مثل یاس نو، وقایع اتفاقیه، همشهری و ایران را دارد. بزرگمهر شرف‌الدین دارای مدرک لیسانس ادبیات انگلیسی از دانشگاه تهران است.

## آثار
- خط و نشان رهبر (مستند درباره  خامنه‌ای رهبر ایران در بی بی سی فارسی)
- مردی با کاپشن بهاری (مستند تلویزیونی درباره زندگی سیاسی محمود احمدی نژاد)
- جنگ پنهان ایران در سوریه (مستند تلویزیونی که برای اولین بار حضور سربازان ایرانی را در سوریه نشان داد. پخش از بی بی سی فارسی)
- بازگشت به دره مرگ (مستند تلویزیونی درباره نبرد نیروهای آمریکایی و طالبان در ایالت های جنوبی افغانستان)
- کجا ممکن است پیدایش کنم (ترجمه داستان های هاروکی موراکامی) [۱]